# La coronación de espinas (Caravaggio, Prato)
La coronación de espinas es un cuadro de Caravaggio, que data de 1604. La obra es parte de un conjunto dedicado a la Pasión de Cristo, y muestra cómo Jesús de Nazareth es torturado por tres hombres: uno le sujeta las manos para impedir su defensa, otro le ensarta la corona de espinas y el tercero le golpea. El cuadro posiblemente tenga raíces autobiográficas, dada la vida de Caravaggio que transcurrió entre peleas y detenciones. Se encuentra en la galería del Palacio degli Alberti en Prato.